# Гистаменон
Гиста́менон, стаменон, стамена, номисма стамена (др.-греч. [νόμισμα] ἱστάμενον, то есть «стандартная [монета]») — название, которое получила золотая византийская номисма (солид) в 960-е годы, когда был введён в обращение чуть более светлый тетартерон. Для отличия этих монет форма гистаменона была изменена — в сравнении с изначальным солидом монета стала шире и тоньше, а также вогнутой по форме (скифатой). С течением времени название монеты, как правило, сокращалось до «стаменона» (др.-греч. στάμενον). После 1092 года обращение монеты было прекращено. В XII и XIII веках название «стаменон» стало применяться к вогнутым биллонным и медным трахейским монетам.

## История

### Создание
В 309 году император Константин I Великий (306—337) ввёл в обращение высококачественный солид (позже также стал известен как «номисма»), остававшийся на протяжении столетий стандартным как по весу (4,55 грамма), так и по содержанию золота (24 карата). Император Никифор II Фока (963—969) ввёл новую монету, «[номисма] тетартерон» («четверть [монеты]»), которая была на четверть тремисса легче изначальной номисмы. Содержание золота, несмотря на название, сократилось лишь на два карата, а масса — примерно на 1/12 часть (составив около 4-4,1 граммов). «Стандартные» же монеты стали называться гистаменонами, от др.-греч. ἵστημι («быть прочным»), при этом они были немного легче старых солидов (4,4 грамма). Причины этих изменений точно не установлены; византийские летописцы выдвигают фискальные мотивы, сообщая, что Никифор собирал налоги в полноценных гистаменонах, а выплаты осуществлял в тетартеронах, которые были официально уравнены по стоимости с полноценными монетами.
Первоначально две монеты были практически неразличимы, кроме веса. Во время правления Василия II Болгаробойца (976—1025) тетартерон стал толще и меньше по форме окружности, тогда как гистаменон стал тоньше и больше в диаметре. Лишь однажды при правлении Константина VIII (1025—1028) монеты иконографически стали отличаться друг от друга.
К середине XI века ширина тетартерона стала 18 мм, а его вес, по-видимому, был стандартизован на 3,98 грамма, то есть на три карата меньше гистаменона или «стаменона» (впервые такое название встречается в 1030 году), диаметр которого к тому моменту составлял 25 мм (в отличие от примерно 20 мм у оригинального солида). Кроме того, при правлении Михаила IV Пафлагонского (1034—1041) была начата чеканка вогнутого по форме гистаменона (скифаты). Возможно, это делалось для увеличения жёсткости тонкой монеты, дабы её было сложнее согнуть. Плоские монеты продолжали изредка использоваться, но при Константине IX Мономахе (1042—1055) стали преобладать скифаты, а при Исааке I Комнине (1057—1059) вогнутая форма стала стандартной. Подобные вогнутые монеты были известны как «гистамена трахея» или просто «трахея», от др.-греч. τραχέα, «грубый, неровный», что подчёркивало их форму.

### Снижение ценности и отмена
Начиная с Михаила IV, который ранее занимался ростовщичеством, содержание золота в монетах стало снижаться, и постепенно они обесценились. После периода относительной стабильности в 1055—1070 годах, в 1070—1080-е годы в гистаменоне и тетартероне произошло резкое снижение золотого содержания. «Михаэлаты» Михаила VII Дуки (1071—1078) всё ещё содержали около 16 карат золота, но ко времени правления Алексея I Комнина (1081—1118) в номисмах золота почти не осталось.
В таких условиях в 1092 году Алексей I провёл масштабную денежную реформу, заменив, помимо прочего, девальвированные гистаменон и тетартерон новой сверхчистой золотой номисмой — иперпиром.
Впоследствии, в период действия комниновский денежной системы (XII—XIII века), термин «стаменон» из-за ассоциации со скифатными монетами стал применяться в качестве общего обозначения вогнутых биллонных и медных трахейских монет Византийской империи.